# Michail Michajlovič Ippolitov-Ivanov
Michail Michajlovič Ippolitov-Ivanov (in russo Михаил Михайлович Ипполи́тов-Ива́нов?; Gatčina, 19 novembre 1859 – Mosca, 28 gennaio 1935) è stato un compositore russo.

## Biografia
Nato presso di San Pietroburgo da un macchinista impiegato presso la Reggia di Gatčina, aggiunse al nome Michail Ivanov il cognome materno Ippolitov, solo in seguito, per evitare di essere confuso con un omonimo critico musicale.
In gioventù fece parte del coro di voci bianche della cattedrale di Sant'Isacco, dove ricevette anche le prime lezioni di musica. Entrò al conservatorio di San Pietroburgo nel 1875, dove ottenne il diploma in composizione nel 1882 sotto la guida di Nikolaj Rimskij-Korsakov, il cui stile lo influenzò profondamente.
Il suo primo impiego fisso fu la direzione per ben sette anni dell'Accademia musicale e dell'orchestra di Tbilisi. In questo periodo sviluppò l'interesse per la musica popolare georgiana, riflesso delle tradizioni musicali delle minoranze non slave e di popolazioni confinanti. Uno dei suoi allievi più importanti a Tbilisi fu il direttore d'orchestra Ėduard Grikurov. A Tbilisi il 1º maggio 1886 diresse la prima esecuzione della terza e ultima versione del Romeo e Giulietta di Čajkovskij.
Nel 1893 divenne docente presso il Conservatorio di Mosca, di cui assunse anche il ruolo di direttore dal 1905 al 1924. Fu membro e direttore della Società corale russa, delle compagnie operistiche del teatro Mamontov, e dal 1925 del Bol'šoj.
Ippolitov-Ivanov si mantenne sempre indipendente. Nel corso della carriera divenne presidente della Società degli autori e dei compositori, ma non prese parte al dibattito musicale, diviso tra l'incoraggiamento di nuovi sviluppi in musica e la fomentazione di una forma d'arte proletaria. Il suo stile si era sviluppato sotto la guida di Rimskij-Korsakov, a cui si erano aggiunte influenze della musica popolare, in particolare quella caucasica della Georgia.
Morì a Mosca nel 1935, qualche anno dopo essere stato insignito dell'Ordine della Bandiera rossa del lavoro.

## Produzione musicale
Nonostante la vasta produzione operistica, orchestrale e cameristica, della musica di Ivanov restano popolari ai nostri giorni soltanto gli Schizzi caucasici del 1894, una suite che racchiude le citate influenze e include il suo brano più noto, la marcia caratteristica intitolata La processione del Sardar.

### Composizioni significative
- Schizzi caucasici
  - Suite n. 1, Op. 10 (1894)
  - Suite n. 2, Op. 42 (Iveria) (1896)
- Sinfonia n. 1 in Mi minore, Op. 46 (1908)
- Yar-khmel' (Ouverture primaverile), Op. 1 (1882)
- Quartetto n. 1 in La minore, Op. 13 (1890)
- Ballade Romantique per violino e piano, Op. 20 (1928)
- Scherzo sinfonico, Op. 2
- Tre Quadri Musicali dai Canti di Ossian, Op. 56
- Liturgia di San Giovanni Crisostomo, Op. 37
- Vespri, Op. 43
- Marcia del Giubileo, Op. 67
- Rapsodia Armena su Temi Nazionali, Op. 48
- Frammenti Turchi, Op. 62 (1930)
- Marcia Turca, Op. 55 (1932)
- Un Episodio della Vita di Schubert, Op. 61 (1920)

### Riferimenti discografici
- Schizzi Caucasici (Suite No. 1 Op. 10 & 2 Op. 42), Marcia Turca Op. 55 e Frammenti Turchi Op. 62 (National Symphony Orchestra of Ukraine, Arthur Fagen; inciso per Naxos)
- Yar-khmel' Op. 1, Scherzo sinfonico Op. 2, Tre Quadri Musicali dai Canti di Ossian Op. 56, Marcia del Giubileo, Rapsodia Armena su Temi Nazionali Op. 48 e Un Episodio della Vita di Schubert Op. 61 (Slovak Radio Symphony Orchestra, Donald Johanos; inciso per Naxos)
- Sinfonia No. 1 in Mi minore Op. 46, Frammenti Turchi Op. 62 e Marcia Turca Op. 55 (Singapore Symphony Orchestra; Choo Hoey; inciso per Naxos)